# Mormonia multiconspicua
Mormonia multiconspicua là một loài bướm đêm trong họ Noctuidae.